# Thomas Price (roddare)
Thomas Steele "Tom" Price, född 28 maj 1933 i Long Branch, New Jersey, är en amerikansk före detta roddare.
Price blev olympisk guldmedaljör i tvåa utan styrman vid sommarspelen 1952 i Helsingfors.